# Râul Valea Fânețelor, Barcău
Râul Valea Fânețelor, Râul Fânațelor sau Râul Ghepeș este un curs de apă, afluent al râului Barcău. 